# Zollhaus (Warburg)

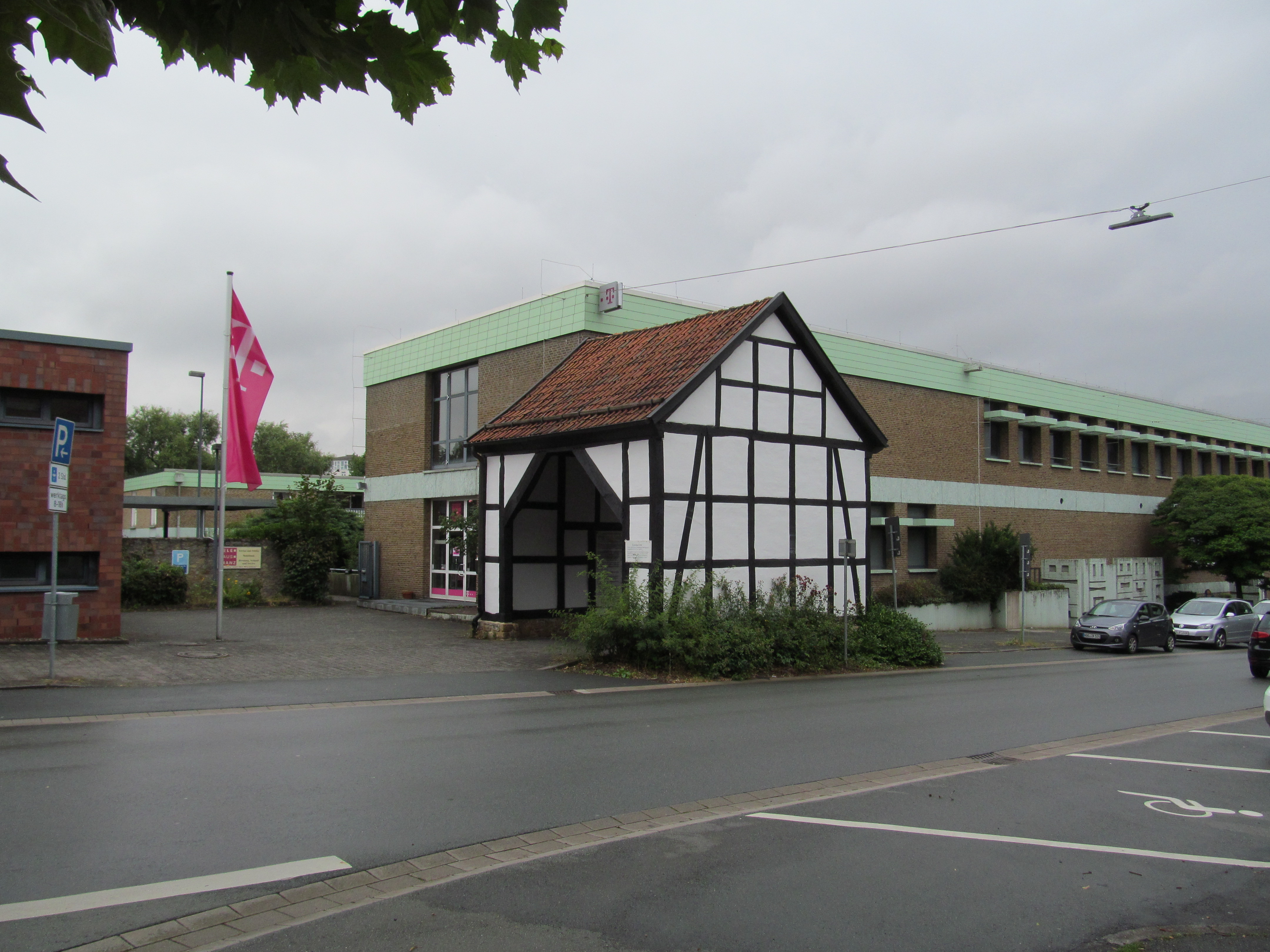
Das an die Straße umgesetzte ehemalige Zolltor (2018)

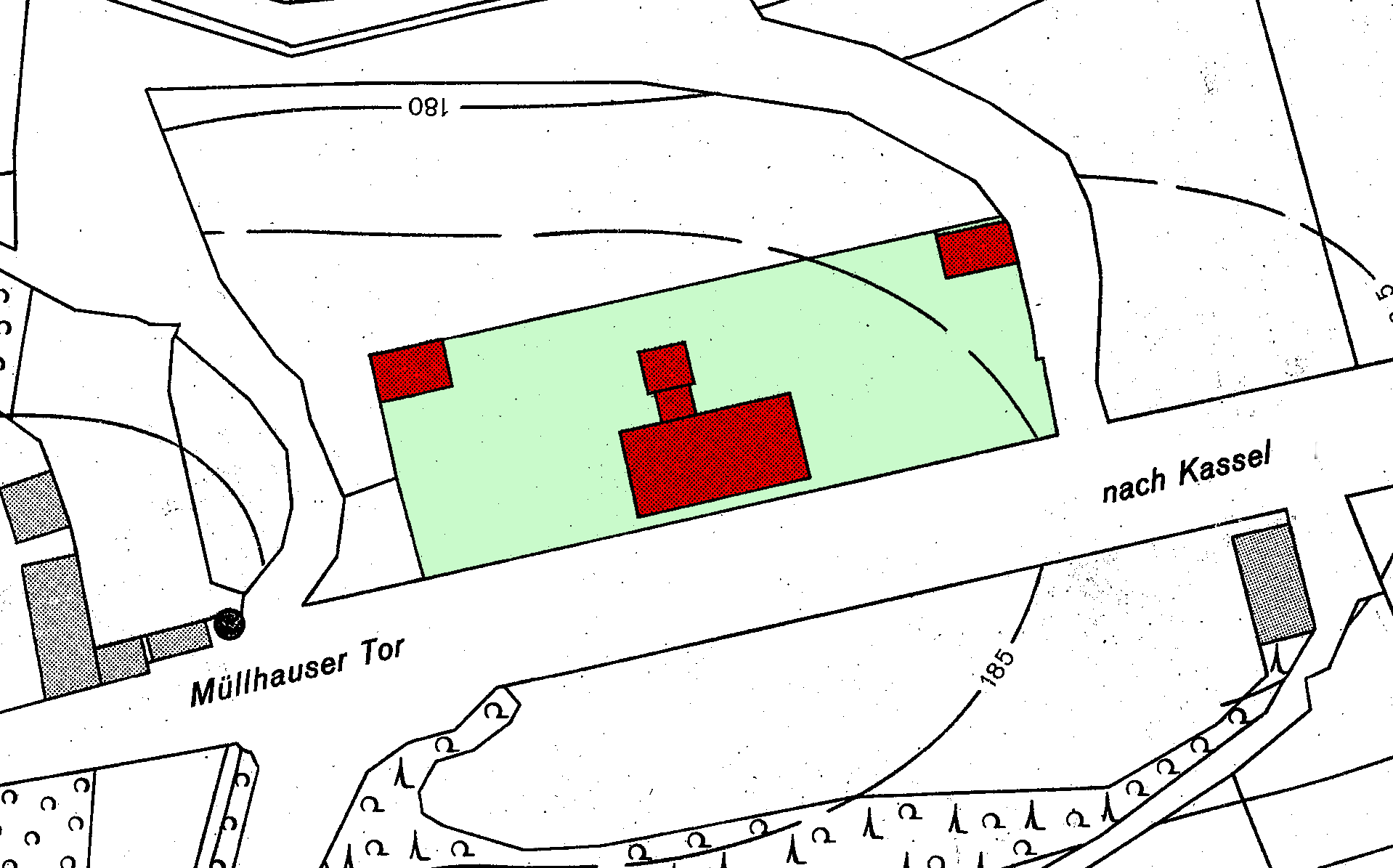
Lageplan des ehem. Zollhauses Warburg (Flurkarte von 1831)

Das Zollhaus (Warburg) war das ehemalige Zollhaus der Stadt Warburg. Es wurde um 1830 an der soeben fertiggestellten Kasseler Straße östlich der Warburger Neustadt errichtet, bekam später die Nummer 13 und diente der damals königlich-preußischen Regierung als Hauptsteueramt für die Zollabfertigung und als Wohnung für den Torschreiber. Die Gebäudegruppe bestand bis zu ihrem Abbruch ca. 1970. Das in dem Zusammenhang umgesetzte ehemalige Zolltor steht unter Denkmalschutz.

## Geschichte
Es handelte sich um ein eingeschossiges, verputztes Fachwerkhaus. Die Fassade war symmetrisch gestaltet, wobei sich links und rechts neben dem mittig angelegten Eingangsportal eine gleiche Anzahl von hochrechteckigen Fenstern angeordnet war. Der Fassadenstuck imitierte einen Bau aus Steinquadern. Tür und Fenster waren mit klassizistischen Profilen eingefasst und Verdachungen versehen. Das Dach war als Krüppelwalmdach ausgebildet. Hinter dem Hause war ein von ihm aus zugänglicher Zollabfertigungsschuppen mit Durchfahrt angeordnet.
Mit der 1834 erfolgten Gründung des Deutschen Zollvereins, dem sowohl Preußen als auch das Kurfürstentum Hessen angehörten, verlor das Zollhaus an Bedeutung. 1854, kurz nach Eröffnung des neuen Bahnhofs, wurde das Hauptsteueramt aufgelöst. 1886 ließ das Reichspostamt auf der Ecke der historischen Ausfahrtsstraße nach Kassel und der Bahnhofstraße ein neues Postamtsgebäude errichten.
In den 1960er Jahren befand sich das Grundstück Kasseler Straße 13 immer noch in staatlichem Eigentum. Die bauliche Anlage wurde um 1970 zugunsten des Neubaus eines Fernmeldeamtes, heute Betriebsstelle Warburg der Deutsche Telekom Technik GmbH abgebrochen. Das ehemalige Zolltor, unter dessen Dach früher die Zollabfertigung erfolgte, wurde vor dem Abbruch des Haupthauses demontiert und vor dem neuen Fernmeldeamtsgebäude direkt an der Kasseler Straße wieder aufgebaut. In den 1980er Jahren wurde auf dem westlichen Grundstücksteil, an der Ecke zur Bahnhofstraße, ein neues Postgebäude errichtet. Das gegenüberliegende historische Postgebäude von 1886 wurde privatisiert. Der Neubau wurde nur ca. 20 Jahre von der Post genutzt.
2023 wurde bekannt, dass der Kasseler Lebensmittelkaufmann Max Aschoff das ehemalige Postareal erworben habe, um es zu einem gemischtgenutzten Einzelhandelszentrum mit Lebensmittelmarkt umzubauen, das nach der früheren Nutzung der Grundstücke „Zolltor-Center“ heißen soll.